# Jour de la langue islandaise
Le Jour de la langue islandaise (islandais : dagur íslenskrar tungu) est célébré le 16 novembre, chaque année, en Islande. La date fut choisie pour coïncider avec l'anniversaire du poète Islandais Jónas Hallgrímsson. 